# Пневма
Пне́вма (греч. πνεῦμα «дыхание; дуновение; дух») — широко толкуемый термин древнегреческой медицины и философии.
В стоицизме пневма — жизненная сила, отождествляемая с логосом-первоогнём, космическое «дыхание», дух. В раннехристианской философии — «Святой Дух», третье лицо Троицы.
По понятиям античных авторов, пневм — три:
- естественная пневма, находящаяся в печени и являющаяся общей для всех видов животных, распространяется по всему телу по венам;
- животная пневма, находящаяся у человека и животных в сердце и распространяющаяся по телу через артерии;
- душевная пневма, находящаяся в мозгу и распространяющаяся во все органы по нервам.

У перипатетиков пневма считалась физиологическим основанием психической деятельности. Филон признавал пневму посредствующим принципом между Богом (духом) и миром (материей). Отсюда у гностиков пневматиками назывались люди, находящиеся под властью божественной пневмы, в противоположность людям, находящимся под властью материи (ΰλη) или чувственной души (ψυχή).

## Научная история
В истории медицины существовала античная школа пневматиков.
Гален (II век) доказал, что по артериям движется кровь, а не «пневма».

## Современное понимание
См. пневматика (газы) и пневматизация костей.